# 사규삼

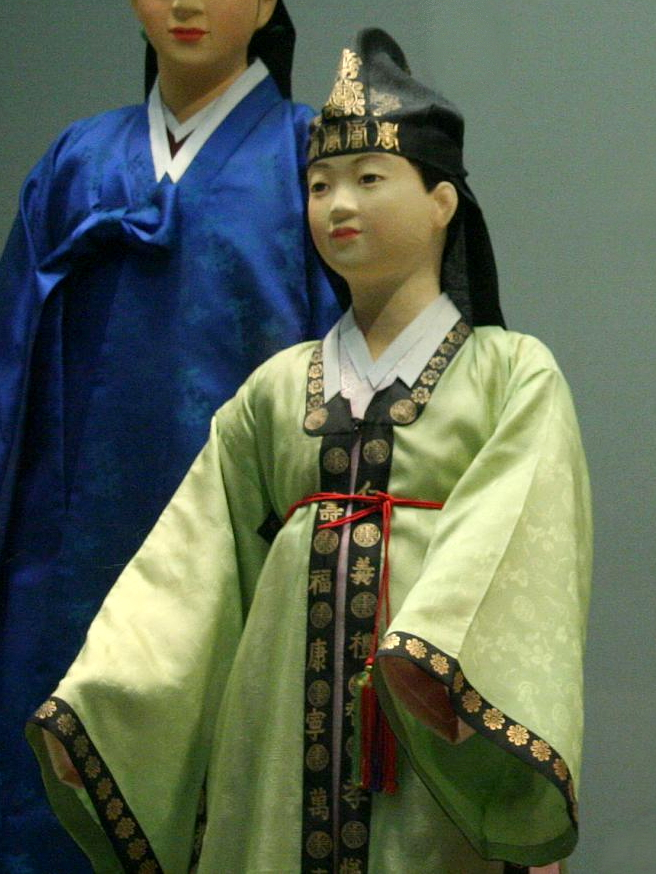

사규삼(四揆衫)은 어린 소년들이 관례라는 성인식을 치르기 전까지 입었던 한국 전통 의상인 한복의 포의 일종이다. 이 이름은 옷의 모양에서 파생되었다. 의복의 하단은 네 부분으로 나뉜다.

## 같이 보기
- 복건 (복식)
- 한복
- 호건 (모자)
- 저고리
- 한국의 의상 목록